# Parkville (Missouri)
Parkville é uma cidade localizada no estado americano de Missouri, no Condado de Platte.

## Demografia
Segundo o censo americano, em 2000, sua população era de 4059 habitantes.
Em 2006, foi estimada uma população de 5107, um aumento de 1048 (25.8%).

## Geografia
De acordo com o United States Census Bureau tem uma área de
19,3 km², dos quais 17,9 km² cobertos por terra e 1,4 km² cobertos por água. Parkville localiza-se a aproximadamente 278 m acima do nível do mar.

## Localidades na vizinhança
O diagrama seguinte representa as localidades num raio de 8 km ao redor de Parkville.